# Hyporthodus quernus
Hyporthodus quernus é uma espécie de peixe da família Serranidae.
Pode ser encontrada nos seguintes países: Estados Unidos da América e Ilhas Menores Distantes dos Estados Unidos.
Os seus habitats naturais são: mar aberto, mar costeiro, pradarias aquáticas subtidais e recifes de coral.